# Symfomania
Symfomania («Симфомания») — украинский женский инструментальный коллектив из Киева. Стиль группы можно охарактеризовать как симфонический рок или неоклассика. В состав группы входят  струнный квартет (две скрипки, альт, виолончель), а также электроарфа, клавишные и ударные инструменты.

## История

### Начало (2004—2007)
Группа Symfomania появилась на основе классического квартета, созданного студентками музыкальной академии им. П. И. Чайковского весной 2004 года. Основу репертуара первоначально составляли классические произведения и популярные мелодии, которые участницы коллектива исполняли в собственном переложении. Квартет начал выступать под названием «Империя». В коллективе всё делалось своими силами — самостоятельно писались обработки, шились костюмы, делались записи в домашней студии, сочинялись собственные произведения…
Летом 2004 года состоялось знакомство с Александром Милевским, в лице которого девушки нашли творческого единомышленника. Александр начинает заниматься всеми организационными вопросами коллектива.
В ноябре 2005 года состав группы пополнился двумя новыми участницами — барабанщицей и клавишницей.
Появление барабанов и клавишных открывает новый этап в творчестве коллектива. В это время, параллельно с концертной деятельностью, накапливается новый музыкальный материал, идёт работа над усовершенствованием образа.
Через несколько месяцев совместной работы утверждается основной состав группы.

### Смена названия. Empire (2007—2009)
В 2007 году, в связи с семейными обстоятельствами двух участниц, Марины Лосицкой и Ирины Шкулки, в коллектив приходят Вероника Черняк и Дарья Седова.
С конца 2008 года коллектив продолжает работать под новым названием Symfomania и в 2009 году выпускает дебютный альбом — «Empire», в котором собран самый ценный материал, за весь период профессионального становления группы.

### Aria (2009—2010)
Летом 2009 года в состав коллектива возвращаются Марина Лосицкая и Ирина Шкулка, но в декретный отпуск уходят Мария Бродова и Валентина Буграк. Таким образом, состав снова меняется.
17 августа 2010 года стало известно, что Symfomania исполнит кавер-версию композиции «Последний закат» группы Ария, которая вошла в трибьют-альбом «A Tribute to Ария. XXV».
20 декабря 2010 года выходит альбом «Aria», состоящий из инструментальных кавер-версий песен группы Ария.

## Концерты, фестивали
С момента основания группа выступала на многих музыкальных фестивалях и концертах, таких как: открытие «Евровидение 2005» в Киеве, международный музыкальный фестиваль «Таврийские игры 2005—2006», международный турнир по бодибилдингу «Золотой каштан 2005—2006», украинский музыкальный фестиваль «Лазурный берег 2006», церемония награждения премии в сфере телевидения «Телетриумф 2006», первый украинский бал «Золотая Амфора», церемонии награждения номинаций «Лучший спортсмен года 2006», «Гордость страны 2007», «Панацея 2009», а также открытие выставок и презентаций компаний «Microsoft», «Samsung», «LG», «Audi», «Toyota», «Subaru», «KIA», «HP» и других брендов.
30 апреля 2010 г. группа участвовала в торжественном открытии Формулы-2 в Марракеш, Марокко.
28-29 октября 2010 г. группа выступала на 13-й международной автовыставке в Стамбуле, Турция.
9 ноября 2013 группа выступила на «Ария-фесте» — фестивале метал-музыки, проведённом группой «Ария».
14 апреля 2018 года группа выступила на церемонии открытия чемпионата мира по хоккею с шайбой среди юниоров (первый дивизион) в Киеве.

## Составы группы
Ниже приведены все составы Symfomania с момента основания коллектива и по нынешнее время.

## Дискография

### Студийные альбомы
- 2009 — Empire
- 2010 — Aria

### Каверыпесен
| №  | Название        | Альбом                 | Год  | Автор |
| -- | --------------- | ---------------------- | ---- | ----- |
| 1. | Последний закат | A Tribute to Ария. XXV | 2010 | Ария  |